# Cartoon One
Cartoon One (Cartoon One SRL- Animation & licențiere) este o companie de producție italiană cu sediul în Roma, care produce și distribuie seriale de televiziune de animație, fondată de Angelo Poggi și Gianluca Bellomo.

## Premii și recunoștințe
- Cartoons on the Bay 2008 - "Studioul Anului"
- Cartoon Forum 2008 (a noua ediție) - nominalizare: Investitor/Distribuitor al anului  (secțiunea Recunoștințe de desene animate) [1]

## Filmografie
- Red Caps - 26 de episoade de 26 de minute (producție: Cartoon One, Epidew Zot)
- Școala de Vampiri (denumire comună internațională:  School of Vampires , 2007) - 52 episoade de 13 minute (producție: Cartoon One, Hahn Film, Rai Fiction)
- Teen Days - 26 de episoade de 26 de minute (producție: Cartoon One, Rai Fiction, ARD)
- Arpo - 26 de episoade de 26 de minute, animație 3D (producție: Cartoon One, animație TRWK inc.)
- Buttercup Wood - 52 episoade de 13 minute, animație 3D (producție: Cartoon One, Agogo Media)